# ویروس گاستروانتریت مسری
ویروس گاستروانتریت مسری (نام علمی: Transmissible gastroenteritis coronavirus) نام یک زیرگونه از سرده آلفاکروناویروس است.

## علامت ها
علامت این سرده شاملاستفراغ واسهال ، تب و سرفه می باشند 